# Cyphomeris
Cyphomeris es un género de plantas herbáceas caducas o perennes perteneciente a la familia Nyctaginaceae. Comprende 7 especies descritas y de estas, solo 2 aceptadas.

## Taxonomía
El género fue descrito por Paul Carpenter Standley y publicado en Contributions from the United States National Herbarium 13(11): 428. 1911. La especie tipo es: Cyphomeris gypsophiloides (M.Martens & Galeotti) Standl.	   

## Especies aceptadas
A continuación se brinda un listado de las especies del género Cyphomeris aceptadas hasta octubre de 2014, ordenadas alfabéticamente. Para cada una se indica el nombre binomial seguido del autor, abreviado según las convenciones y usos.	
- Cyphomeris crassifolia (Standl.) Standl.
- Cyphomeris gypsophiloides (M.Martens & Galeotti) Standl.